# Gunan
Gunan is een bestuurslaag in het regentschap Wonogiri van de provincie Midden-Java, Indonesië. Gunan telt 2769 inwoners (volkstelling 2010).